# 塔湾镇
塔湾镇，是中华人民共和国陕西省榆林市横山区下辖的一个乡镇级行政单位。

## 行政区划
塔湾镇下辖以下地区：
塔湾村、芦沟村、石井村、清河村、墩渠村、八岔村、韩羊圈村、陈大梁村、小豆湾村、犁树塌村、马圈湾村、付元则村和海则沟村。